# Сигрист, Гвидо
Гвидо Сигрист (10 апреля 1864, Арау, Швейцария —  14 марта 1915, По) — французский художник-баталист. 

## Биография
Родился в швейцарском городе Арау, административном центре преимущественно немецкоязычного кантона Аргау. В юности приехал учится живописи в Париж. Его учителями были сторонники академизма Гюстав Буланже и Жюль Лефевр. Основной сферой интересов Сигриста-художника стали батальные сцены эпохи Наполеоновских войн.
Во время Первой мировой войны 50-летний художник отправился на фронт в состав Иностранного легиона, был ранен, эвакуирован в тыл и в марте 1915 года скончался в госпитале от полученных ранений.
Гвидо Сигрист был похоронен в деревне Буа-ле-Руа, в которой проживал, расположенной в лесу Фонтенбло недалеко от Парижа.
Сегодня одна из улиц Буа-ле-Руа носит имя Сигриста, а одна из его картин украшает центральный зал местной ратуши. Картины Сигриста достаточно часто используются для иллюстрирования книг и статей по тематике Наполеоновских войн.

## Галерея
- Наполеон в сражении при Йене.
- Атака французских кирасир при Ваграме.
- Наполеон при Ваграме.
- Маршал Ней руководит атакой.
- Генерал Лассаль при Ваграме.